# Ліцей «Поділ» № 100
Ліцей № 100 «Поділ» — навчальний заклад в Подільському районі міста Києва. Ліцей знаходиться у приміщенні колишньої Подільської жіночої гімназії, що була заснована 1872 року.
У ліцеї «Поділ» викладання програмних дисциплін здійснюється українською мовою, також вивчаються двi іноземні мови — англійська та німецька мови. Діти початкових класiв навчаються за режимом повного дня. Учні початковоï школи мають прогулянку та 1-разове харчування. У 2004 р. та у 2005 р. в офіційному рейтингу закладів освіти Ліцей «Поділ» посів перше місце.

## Історія
Ліцей № 100 „Поділ” розташований у заповідній частині Подолу на вул. Покровській. До великої пожежі 1811 року в Києві, коли страшенно постраждав Поділ, саме вулиця Покровська була частиною головної магістралі Подолу.
На вулиці Покровській 4, де зараз знаходиться ліцей, у 1799-1801 роках архітектором О.Елдизіним був побудований Контрактовий будинок, який призначався для укладання різних торгівельних та майнових контрактів після переведення за наказом імператора Павла I контрактового ярмарку із міста Дубно до Києва.
Спочатку будинок був двоповерховий: 1-й поверх – цегляний, а 2-й – дерев’яний. Під час пожежі 1811 року другий поверх згорів. Згодом, у 1819 р., будинок був відновлений за проектом архітектора А. І. Меленського, і сюди була переведена реміснича управа магістратських цехів.
У 1859 р. в Києві з дозволу Імператриці Марії з’являється Києво-Фундуклєєвська гімназія для “приходящих девиц”. Але задовольнити всі освітні запити киян вона не могла. Тому київський генерал-губернатор І.І.Васильчиков вирішує відкрити ще одну жіночу гімназію, на Подолі. Так будинок на вулиці Покровській стає осередком жіночої освіти. Тут розташовуються Києво-Подільська жіноча гімназія, заснована спочатку як філія Києво-Фундуклєєвської гімназії, а потім, з 1874 р. існує як самостійна семикласна Києво-Подільська жіноча гімназія. В 1878 був добудований другий поверх, а згодом, у 1900-1901 роках було добудовано ще третій поверх і зроблено низку прибудов з боку подвір’я.
Уроки в гімназії розпочиналися о 9-й годині ранку і закінчувалися о 14:30. У перші роки існування гімназії кількість уроків на день становила 4, а тривали вони по 75 хвилин; між другим та третім уроками була перерва 30 хвилин.
Кількість бажаючих навчатися в гімназії зростала з року в рік. Класи були переповнені – в них навчалося від 30 до 60 учениць. На 1911 рік кількість учениць гімназії становила 639, з них 22 учениці навчалися у педагогічному класі; викладачів у гімназії було 27, а класних наглядачок – 15.
Після 1917 року гімназію спочатку реформували в трудову школу № 19, а згодом – в середню школу № 100 (описана в творах А. І. Копиленко «Дуже добре» і «Десятикласники»).
В 1994 році розпорядженням Подільської районної державної адміністрації в м.Києві середню школу № 100 було реорганізовано у Ліцей № 100 „Поділ”.

## Педагогічний колектив
Педагогічний колектив ліцею чималий — це 70 кваліфікованих творчих педагогів, серед яких:
- 1 Народний учитель України
- 3 Заслужених працівника освіти України
- 6 Заслужених учителів України;
- 2 кандидати наук;
- 23 старших вчителів;
- 20 педагогів нагороджені знаком «Відмінник освіти України»;
- 15 педагогів є лауреатами конкурсу «Вчитель року»;
- 2 психологи

## Матеріально-технічна база
- 3 комп'ютерні класи
- спортивний зал
- актовий зал
- одна з найкращих бібліотек з конференц-залом
- добре оснащене та велике укриття

## Гімн ліцею

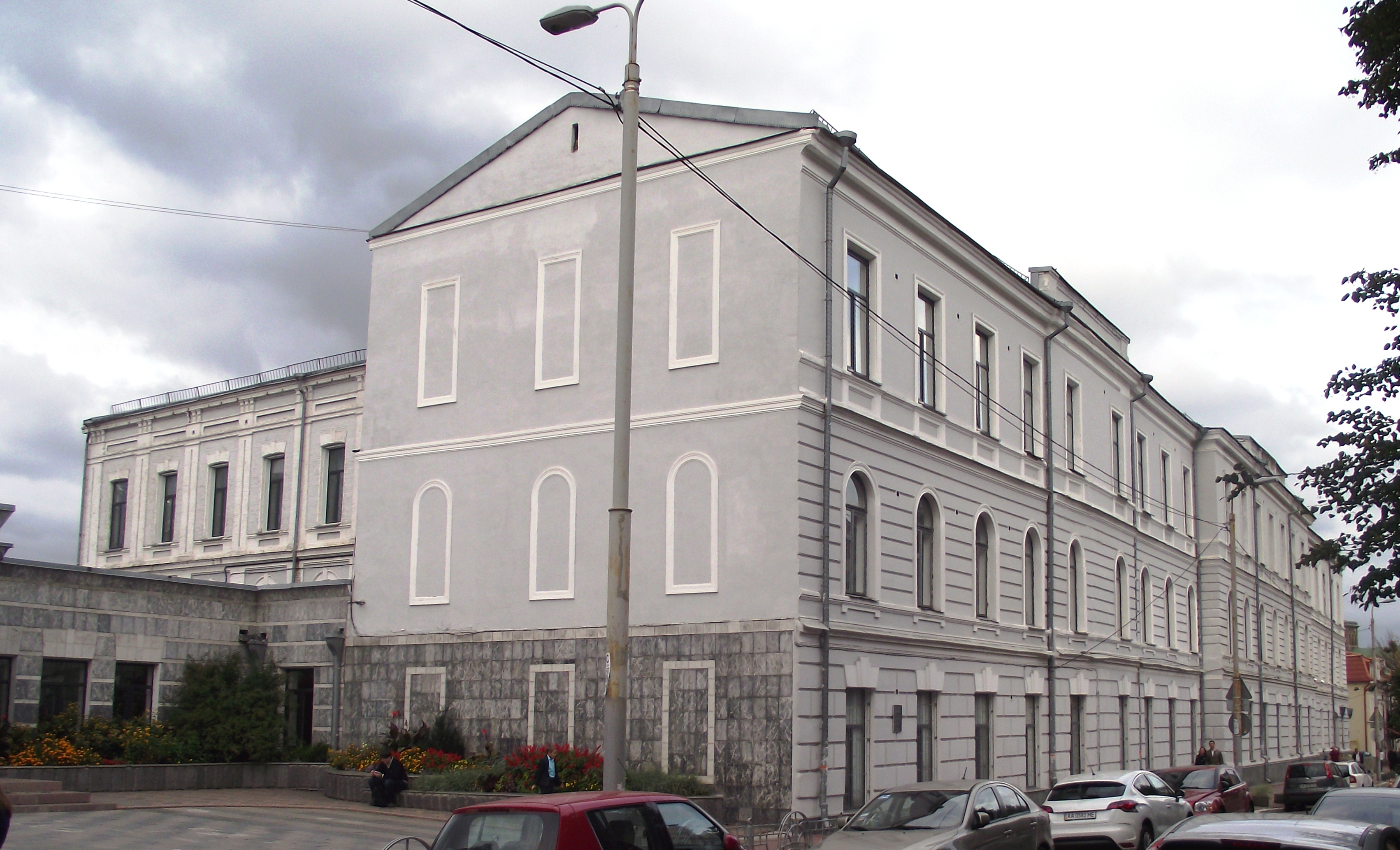
Один з корпусів ліцею, в минулому — старий Контрактовий будинок. Пам'ятка архітектури в Києві за адресою вул. Покровська 4-8

Гімн ліцею № 100 «Поділ» складається з одного куплету, рефрену і двох приспівів. Зміст гімну — уособлення пріоритетів філософії навчального закладу, чеснот ліцеїстів. Слова Юрченко Г. П., музика Приходька В. В..
|  | Де віки заблукали в сплетінні алей, Де Славута – ріка й голос дзвонів святих, На Подолі розквіт осередок ідей – Нас ліцей об’єднав в своїх стінах старих. Тут ростуть українців нові покоління, Тут талант виростає на ниві добра, Світло знань понесем у майбутні століття, Доведем, що освіта – основа життя Наша мрія – прославить Ліцей навіки, Щоб у ньому діти щасливі росли! Ліцеїсти, з’єднаймося разом в цю мить, Коли гімн урочистий звучить! Наш ліцей – це сузір’я зірок мерехтливих, Наш ліцей – це до істини безліч стежин. Наш ліцей – це в науку крок перший важливий, Щоб змогли досягти всіх освітніх вершин. |

## Символіка

### Герб
Герб Ліцею № 100 «Поділ» являє собою стилізований п'ятикутник із вершиною внизу, окантований широкою золотою смужкою. Він розділений на дві частини золотою лінією (золота середина). З лівого боку від неї на білому фоні — половина розгорнутої книги, яка символізує суму знань; з правого боку на блакитному фоні — біле крило, яке є символом нестримного злету до освітніх вершин. На блакитному фоні правої половини розкидані золотисті листочки каштану, які є давнім і відомим символом м. Києва і вказують на приналежність ліцею до освітніх закладів міста. У лівому верхньому куті розміщено логотип. Кольорова гамма — білий, блакитний, золотий.

### Прапор
Прапор Ліцею № 100 «Поділ» являє собою прямокутне полотнище з відношенням сторін 1:2. По вертикалі він розділений на два кольорових поля у відношенні 2:1. Ліве поле синього кольору, по якому розкидані золоті каштанові листочки, які є давнім і відомим символом міста Києва і вказують на приналежність ліцею до освітніх закладів міста. Праве поле — біле. На стику двох полів на невеликій відстані від верхнього краю (1:8 по відношенню до ширини) розташовано герб. Кольорова гамма — білий, синій, блакитний, золотий.

### Логотип
Логотип Ліцею № 100 «Поділ» являє собою стилізований ромб синього кольору з увігнутими в середину сторонами, оточений широкою золотою смужкою. В центрі ромба переплетені у вигляді вензеля дві золоті букви — «Л» та «П» — ліцей «Поділ». Робочий варіант логотипу—стилізований ромб та вензель на прозорому фоні.

Логотип ліцею
Прапор ліцею
Герб ліцею